# جان جی لوید
جان جی لوید (انگلیسی: John J. Lloyd; ۳۰ ژوئن ۱۹۲۲ – ۴ اکتبر ۲۰۱۴) طراح تولید اهل ایالات متحده آمریکا بود.
وی همچنین برندهٔ جوایزی همچون جوایز امی ساعات پربیننده شده‌است.